# ハタケヤマ
株式会社ハタケヤマは、大阪市平野区に本社を置く野球用品メーカー。かつては、「虎印」の商標で知られる美津和タイガーのグラブを製造していた。
1985年に自社初のオリジナルブランドとして、「ハタケヤマブランド」をスタート。やがて、日本の全都道府県で特約店を擁するまでになった。ちなみに、その年の2月には、美津和タイガーが倒産している（1996年に再建）。
キャッチャーミットを中心に、グラブの製造・販売へ特に力を入れている野球用品メーカーで、すべてのグラブが職人の手作業で製造。2006年からは、前年まで3年間外野手として阪神タイガースに所属していた松下圭太が、グラブ作りに加わっている。ただし現在では、当社の技術を提供した台湾の工場でも一部の製品を作っている。
「ハタケヤマブランド」として初めてオーダーを出したプロ野球選手は、阪神の主力選手だった真弓明信。同球団では、金本知憲や下柳剛も現役時代に当社製のグラブを使っていた。2024年時点では伊藤光（横浜DeNAベイスターズ）・甲斐拓也（福岡ソフトバンクホークス）、伏見寅威 （北海道日本ハムファイターズ）とアドバイザリープロスタッフ契約を結んでいる。
2011年1月に、海外子会社の韓国ハタケヤマを設立した。同年の日本プロ野球（NPB）開幕戦では、スタメンマスクをかぶった12名の捕手のうち、8名がハタケヤマ製のキャッチャーミットを使用。さらにプロテクターも併用した捕手が4名いた。ハタケヤマ製のミットを使用していたキャッチャーは谷繁元信、相川亮二、小田幸平、鶴岡一成、阿部慎之助、加藤健、鶴岡慎也、炭谷銀仁朗、髙城俊人、大野奨太など。
ミット以外のキャッチャー防具も工夫が凝らされており、ハタケヤマ製のプロテクターの特徴でもある凹凸のあるビブソーブ（ワンバウンドボールの回転を吸収する回転規制シート）は現役当時アドバイザリープロスタッフだった相川亮二の考案で作られた。

## 主要役員
- 社長: 吉田穂高